# Дрьомов Іван Федорович
Іван Федорович Дрьомов (15 жовтня 1901, селище Ішківка, Миколаївський повіт, Самарська губернія — 2 вересня 1983, Дніпропетровськ) — радянський військовий діяч, генерал-лейтенант танкових військ (11.07. 1945). Герой Радянського Союзу 26 квітня 1944 року).

## Початкова біографія
Іван Федорович Дрьомов народився 15 жовтня 1901 року в селі Ішківка Миколаївського повіту Самарської губернії.
Закінчив сільську школу. Працював пастухом та підмайстром коваля.

## Військова служба

### Громадянська війна
У червні 1919 року був призваний до лав РСЧА і направлений червоноармійцем до 85-ї етапної роти, дислокованої в Самарі, а потім був переведений до 85-го стрілецького полку (10-а стрілецька дивізія), після чого брав участь у бойових діях у ході радянсько-польської війни в районі міст Мозир та Брест-Литовськ, потім у наступальних бойових діях на варшавському напрямку.
У листопаді 1920 року брав участь у бойових діях проти озброєних формувань під командуванням генерала Булак-Балаховича в районі міст Мозир та Речиця.

### Міжвоєнний час
Після закінчення війни служив червоноармійцем та завідувачем зброї у 158-му окремому прикордонному батальйоні, дислокованому у Слуцьку, а потім у 80-му стрілецькому полку (8-а стрілецька дивізія), дислокованому у Бобруйську. У січні 1922 року був направлений на навчання до 3-ї Західної піхотної школи, дислокованої в Смоленську, яку закінчив у 1925 році.
У серпні 1928 року Дрьомов був направлений до 81-го стрілецького полку (27-а стрілецька дивізія), де служив на посадах командира взводу, помічника начальника полкової школи, командира і політрука роти, помічника командира батальйону. У жовтні 1929 року був переведений до 85-го стрілецького полку (29-а стрілецька дивізія), де служив на посадах командира і політрука роти, помічника командира і командира батальйону, начальника полкової школи.
У квітні 1936 року був призначений на посаду командира батальйону, потім — на посаду помічника командира зі стройової частини 190-го стрілецького полку (64-а стрілецька дивізія, Білоруський військовий округ), дислокованого в Смоленську, а в березні 1938 року — на посаду начальника дивізійних курсів молодших лейтенантів за 64-ї стрілецької дивізії. Того ж року заочно закінчив перший курс Військової академії імені М.В. Фрунзе .
У березні 1939 року був призначений на посаду помічника начальника 2-го відділу штабу Білоруського військового округу, а в серпні — на посаду командира 729-го стрілецького полку (145-а стрілецька дивізія, Орлівський військовий округ), після чого брав участь у бойових діях в ході радянсько-фінської війни.

### Німецько-радянська війна
З початком війни перебував на колишній посаді. Полк під командування І. Ф. Дрьомова брав участь у бойових діях під час Смоленської битви та оборонних боях під Москвою у жовтні 1941 року. У середині жовтня Дрьомов був контужений, після чого перебував на лікуванні у шпиталі у Свердловську.
У січні 1942 року був призначений на посаду командира 111-ї стрілецької бригади, яка вела важкі оборонні бойові дії та брала участь у ході Воронезько-Ворошиловградської оборонної операції. У серпні 1942 року був призначений на посаду командира 47-ї механізованої бригади, після чого брав участь у ході Великолуцької наступальної операції та у визволенні міста Великі Луки.
У вересні — жовтні 1943 року, командуючи рухомою механізованою групою 43-ї армії (Калінінський фронт), Дрьомов відзначився в ході Духовщинсько-Демидівської наступальної операції та при визволенні міст Духовщина та Рудня. Усім частинам, що входили до складу групи, було надано почесне найменування «Духовщинські».
У січні 1944 року був призначений на посаду командира 8-го гвардійського механізованого корпусу, який брав участь у бойових діях у ході Проскурівсько-Чернівецької наступальної операції та при звільненні міст Трембовля, Копичинці, Чортків, Бучач, Заліщики, Городенка, Коломия, Надвірна та Тлумач. Корпус під командуванням Дрьомова 24 березня прорвався до Дністра в районі міста Заліщики, одразу форсував річку і захопив великий плацдарм.
Указом Президії Верховної Ради СРСР від 26 квітня 1944 року за вміле керівництво частинами корпусу при форсуванні Дністра, захопленні та утриманні плацдарму на південно-західному березі річки і виявлені при цьому доблесть і мужність гвардії генерал-майору танкових військ Івану Федоровичу Дрьомову присвоєне звання Героя Радянського Союзу з врученням ордена Леніна та медалі «Золота Зірка» (№ 2406).
Незабаром корпус під командуванням Дрьомова відзначився у Львівсько-Сандомирській наступальній операції, а також при звільненні міст Сокаль та Ярослав. За бойові відмінності корпусу надано почесне найменування «Прикарпатський». Незабаром корпус брав участь у бойових діях під час Варшавсько-Познанської, Східно-Померанської та Берлінської наступальних операцій. За відмінність при визволенні Берліна корпусу було надано почесне найменування «Берлінський».
У період з січня 1943 по травень 1945 Іван Федорович Дрьомов 25 разів персонально згадувався в наказах Верховного Головнокомандувача СРСР І. В. Сталіна. За цим показником є найбільш видатним командиром оперативно-тактичної ланки Збройних Сил СРСР протягом усієї Німецько-радянської війни; наступний за цим показником генерал-лейтенант Жеребін Дмитро Сергійович, командир 32-го стрілецького корпусу.

### Повоєнна кар'єра
Після закінчення війни перебував на лікуванні в Центральному військовому госпіталі, після чого в липні 1946 року був призначений на посаду заступника командувача 1-ї гвардійської механізованої армії (Група радянських військ у Німеччині).
У червні 1948 року був направлений на навчання на вищі академічні курси при Вищій військовій академії імені К. Є. Ворошилова, після закінчення яких у травні 1949 року був призначений на посаду командувача 6-ї гвардійської механізованої армії, у серпні 1957 року перетвореної у 6-у гвардійську танкову армію.
Генерал-лейтенант танкових військ Іван Федорович Дрьомов у травні 1958 року вийшов у запас. Помер 2 вересня 1983 року у Дніпропетровську, похований на Алеї Героїв Запорізького цвинтаря.

## Нагороди
- Медаль «Золота Зірка» (№ 2406, 26 квітня 1944 року).
- Два ордени Леніна (26.04.1944, 21.02.1945).
- Чотири ордена Червоного Прапора (30.01.1943, 24.03.1943, 3.11.1944, 1950)
- Орден Суворова І ступеня (29.05.1945)
- Орден Суворова ІІ ступеня (6.04.1945)
- Орден Кутузова ІІ ступеня (29.05.1944)
- Орден Вітчизняної війни І ступеня (14.09.1943)
- Орден Вітчизняної війни ІІ ступеня (30.01.1944)
- Орден Червоної Зірки.
- Медалі: «3а взяття Берліна», «За визволення Варшави» та п'ять інших медалей СРСР
- орден «Хрест Грюнвальда» 3-го ступеня (Польща)
- Орден Червоної Зірки (ЧССР)[3]
- польські медалі «За Варшаву», «За Одру, Нісу та Балтику»[4].

## Пам'ять
У селі Бартенівка (Івантієвський район, Саратовська область) встановлено погруддя Івану Федоровичу Дрьомову біля пам'ятника воїнам, які загинули в роки Німецько-радянської війни. Урочисте відкриття монумента відбулося 8 травня 2017 року.

## Мемуари
- Дрёмов И. Ф. Наступала грозная броня. — Киев : Издательство политической литературы Украины, 1981. — 168 с.